# گورستان ویسگه
قبرستان ویسگه مربوط به دوران‌های تاریخی پس از اسلام است و در شهرستان اسلام‌آباد غرب، بخش حمیل، دهستان هرسم، ضلع شمالی روستای ویسگه واقع شده و این اثر در تاریخ ۱۴ اسفند ۱۳۸۵ با شمارهٔ ثبت ۱۷۸۶۱ به‌عنوان یکی از آثار ملی ایران به ثبت رسیده است.